# Suaeda splendens
Suaeda splendens är en amarantväxtart som först beskrevs av Pierre André Pourret de Figeac, och fick sitt nu gällande namn av Jean Charles Marie Grenier och Dominique Alexandre Godron. Suaeda splendens ingår i släktet saltörter, och familjen amarantväxter. Inga underarter finns listade i Catalogue of Life.